# Bosseval-et-Briancourt
Bosseval-et-Briancourt é uma ex-comuna francesa na região administrativa de Grande Leste, no departamento Ardenas. Estendeu-se por uma área de 14,58 km². Em 2010 a comuna tinha 416 habitantes (densidade: 28,5 hab./km²). Em 1 de janeiro de 2017 foi fundida com a comuna de Vrigne-aux-Bois.